# Hemelhaak
Hemelhaken en kranen (skyhooks and cranes) zijn twee metaforen die Daniel Dennett in zijn boek "Darwin's Dangerous Idea" gebruikt om twee categorieën van kritiek op de neo-darwinistische synthese met betrekking tot de evolutietheorie te onderscheiden.

## Inhoud
Dennett heeft de namen gekozen wegens hun beeldende werking. De term "hemelhaak" (skyhook) is een Engelse luchtvaartterm. In de Oxford English Dictionary werd de term voor het eerst vermeld in 1915. Een "hemelhaak" is een denkbeeldige haak die in het "plafond" van de hemel kan worden geslagen en waaraan je iets kan ophangen zonder steunpunt op de grond. Dennett vergelijkt een dergelijke haak met een deus ex machina, een onrealistische oplossing voor een vastgelopen verhaal.
Een "kraan" daarentegen is een gewone hijskraan; een apparaat dat met zijn steunpunt stevig op de bodem rust; een apparaat waarmee je zware lasten kunt optillen; een apparaat bovendien, dat het voordeel heeft dat het echt bestaat.
In overdrachtelijke zin gebruikt Dennett de term "hemelhaak" voor een tegen de neo-darwinistische consensus indruisende alternatieve verklaring, die geen wortels heeft in de alledaagse natuurkunde en chemie. Zoals de interventie van een Intelligente Ontwerper. Of een andere bovennatuurlijke verklaring, zoals een mysterieuze "levenskracht" (vis vitalis). Dennett is van mening dat je tegenover dit soort verklaring buitengewoon sceptisch moet staan.
"Kranen" daarentegen zijn een metafoor voor natuurlijke processen die de effectiviteit van de "evolutie door middel van natuurlijke selectie" ondersteunen en versterken. Als iemand een dergelijk proces voorstelt, moet je ook je scepsis niet geheel laten varen, want niet ieder "aardig" idee is ook waar. Maar een dergelijk verklaringsmodel zou misschien weleens een verrijking van de evolutietheorie kunnen zijn. Het kan dus de moeite lonen te onderzoeken of dit proces inderdaad functioneert in de natuur.
Dennett geeft ook enkele voorbeelden van "evolutionaire kranen" waarvan het bestaan is geverifieerd en door de biologen algemeen wordt aanvaard.
1. In de eerste plaats noemt hij in dit verband de geslachtelijke voortplanting. Die maakt dat er veel meer genetische verscheidenheid binnen de soort kan bestaan dan anders het geval zou zijn. De natuurlijke selectie heeft dus veel meer verscheidenheid om uit te selecteren. De snelheid van de evolutie wordt hierdoor aanmerkelijk opgevoerd.
2. In de tweede plaats verwijst hij naar de seksuele selectie. Bepaalde trekken die in de strijd om het bestaan niet van voordeel zijn, kunnen een individu aantrekkelijker maken voor seksuele partners, waardoor zijn of haar voortplantingskansen stijgen. Hierdoor kan de evolutie bepaalde richtingen inslaan, die anders ondenkbaar zouden zijn.
3. In de derde plaats kan worden verwezen naar evolutionaire wapenwedlopen. Om gras te kunnen eten, hoeft een gazelle niet buitengewoon snel te zijn. Maar door de aanwezigheid van roofdieren wordt er wel een premie gezet op snelheid. En naarmate de voorouders van de gazellen sneller werden, moesten de roofdieren zelf ook sneller worden. "Wapenwedlopen" kunnen soms tot verrassende resultaten leiden. Ook binnen een soort kunnen ze optreden. Het is moeilijk je voor te stellen waardoor mensapen zo slim zijn als ze zijn. Bladeren en vruchten verzamelen stelt niet zulke hoge eisen aan de intelligentie. Maar de merkwaardige combinatie van samenwerking en concurrentie die bij sociale dieren binnen de groep bestaat zet een premie op "sociale intelligentie". De basis voor de menselijke intelligentie werd dus waarschijnlijk gelegd door een "evolutionaire wapenwedloop" binnen de eigen soort.

Het is heel goed mogelijk dat er daarnaast nog andere "evolutionaire kranen" bestaan, waarvan het bestaan minder goed is geverifieerd. Dennett noemt in dit verband onder meer het Baldwin-effect, dat nog een enigszins speculatief karakter heeft.
Minder speculatief is de "kraan" der mutualisme. Het bestaan van mutualisme, een verregaande samenwerking tussen individuen van verschillende soorten, wordt algemeen erkend, maar de evolutionaire reikwijdte ervan wordt dikwijls onderschat. Dat een schimmel en een alg samen een korstmos kunnen vormen, wordt algemeen erkend. De theorie, gepropageerd door de Amerikaanse biologe Lynn Margulis en anderen, dat de eukaryotische cel zou zijn voortgekomen uit een symbiotisch verband van diverse prokaryoten wordt door velen heel aantrekkelijk gevonden, maar is (volgens Dennet) nog niet algemeen aanvaard (zie endosymbiontentheorie).